# 7 février en sport
7 janvier 7 mars
Chronologies thématiques
- Croisades
- Ferroviaires
- Disney

Le 7 février (38e jour de l'année) en sport.

## Événements

### XVIIIesiècle
- 1741 :
  - (Boxe) : le boxeur anglais John « Jack » Broughton affronte George Stevenson. Ce dernier, pourtant boxeur réputé, est mortellement blessé au cours du combat.
- 1749 :
  - (Boxe) : après des années d’inactivité, le champion américain Tom Hyer revient enfin sur le ring et affronte Yankee Sullivan à Stillpond Creek dans le Maryland. Hyer l’emporte au 16e round. Le combat aurait dû avoir lieu à Rock Point, le 10 janvier, mais la police a forcé son annulation[1].

### XIXesiècle
- 1882 :
  - (Boxe) : John L. Sullivan bat Paddy Ryan en neuf round dans le Mississippi pour réclamer le championnat de l'Amérique poids lourd. Ce combat est le dernier sous les règles de pugilat. Sullivan combattra de plus en plus selon des règles de Queensberry et utilisera des gants[2].
- 1885 :
  - (Rugby à XV /Tournoi britannique) : l'Angleterre domine l'Irlande à Manchester sur le score de 2 à 1[3].
- 1887 :
  - (Football gaélique) : Les règles irlandaises du football ne seront pas formellement établies avant 1887. Le GAA souhaitait promouvoir des sports traditionnels comme le hurling et rejeter toute importation et influence anglaise. Les premières règles du football gaélique allaient dans ce sens en reprenant quelques idées du hurling et en désirant se différencier du football anglais en rejetant par exemple la règle du hors-jeu. Ces règles ont été retranscrites par Maurice Davin après une réunion à Thurles et publiées dans la revue United Ireland ce jour.
  - (Rugby à XV /Tournoi britannique) : l'Irlande bat l'Angleterre sur le score de 2 à 0 sur son terrain de Lansdowne Road à Dublin[4].
- 1891 :
  - (Rugby à XV) : l’Angleterre bat l’Irlande à Dublin dans le cadre du Tournoi.
- 1898 :
  - (Patinage de vitesse) : championnats du Monde de patinage de vitesse à Davos (Suisse).

### XXesièclede1901à1950
- 1949 :
  - (Baseball) : Joe Di Maggio signe un contrat de 100 000 dollars avec les New York Yankees.

### XXesièclede1951à2000
- 1960 :
  - (Sport automobile) : premier grand prix de F1 de la saison 1960 en Argentine, remporté par Bruce McLaren sur Cooper-Climax.
- 1998 :
  - (Jeux olympiques) : à Nagano, ouverture des Jeux olympiques d'hiver de 1998.
  - (Rugby à XV) : utilisant principalement le Parc des Princes depuis 1973, le XV de France se produit désormais le plus souvent au Stade de France.

### XXIesiècle
- 2005 :
  - (Voile) : Ellen MacArthur bat le Record du tour du monde à la voile en solitaire, en 71 jours, 14 heures, 18 minutes et 33 secondes
- 2007 :
  - (Football) : en match amical au Stade de France, l'Argentine bat la France 1-0 grâce à un but de Javier Saviola inscrit dès la quinzième minute.
- 2009 :
  - (Rugby à XV) : lors de la première journée du Tournoi des Six Nations à Dublin le XV de France perd face à l'Irlande sur le score : 30-21.
- 2010 :
  - (Football américain) : le Super Bowl XLIV est remporté par les Saints de la Nouvelle-Orléans qui ont battu les Colts d'Indianapolis 31-17. Drew Brees a été désigné comme MVP du Super Bowl XLIV.
- 2014 :
  - (Jeux olympiques) : Cérémonie d'ouverture des XXIIes Jeux olympiques d'hiver à Sotchi en Russie.
- 2015 :
  - (Rugby à XV) : l'équipe d'Irlande s'impose au Stade olympique de Rome face à l'équipe d'Italie 3-26. L'équipe de France démarre le Tournoi des six nations par une victoire poussive contre l'équipe d'Écosse au Stade de France 15-8. Dans le Tournoi féminin à La Roche-sur-Yon, victoire de l'équipe de France face à l'équipe d'Écosse 42-0.
- 2016 :
  - (Football américain/Super Bowl) : au Levi's Stadium de Santa Clara en Californie, les Broncos de Denver s'imposent (24-10) face aux Panthers de la Caroline lors du Super Bowl 50[5].
  - (Rugby à XV /Tournoi masculin) : au Aviva Stadium à Dublin, le XV d'Irlande et le XV des Pays de Galles se séparent sur un match nul (16-16).
- 2017 :
  - (Ski alpin /Championnats du monde) : aux Championnats du monde de ski alpinn en Super G féminin, victoire de l'Autrichienne Nicole Schmidhofer devant la Liechtensteinoise Tina Weirather et de la Suisse Lara Gut.
- 2021 :
  - (Rugby à XV /Tournoi masculin) : au Millennium Stadium de Cardiff, le Pays de Galles s'impose face à l'Irlande 21-16.
  - (Ski alpin /Mondiaux) : début de la 46e édition des championnats du monde de ski alpin qui a lieu à Cortina d'Ampezzo, en Italie. Elle se déroule à huis clos en raison de la crise sanitaire liée à la Pandémie de Covid-19.
- 2022 :
  - (Jeux olympiques d'hiver /JO d'hiver de 2022) : en Chine, à Pékin, 6e jour de compétition des Jeux olympiques d'hiver de 2022.

## Naissances

### XIXesiècle
- 1859 :
  - Frank Hancock, joueur de rugby à XV gallois. (4 sélections en équipe du pays de Galles). († 29 octobre 1943).
- 1867 :
  - Joseph Collomb, pilote de courses automobile d'endurance et de côtes français. († 24 février 1908).
- 1873 :
  - Charles Dixon, joueur de tennis britannique. Champion olympique du double mixte indoor médaillé d'argent du simple indoor puis médaillé de bronze du double messieurs indoor aux Jeux de Stockholm 1912. Vainqueur de la Coupe Davis 1912. († 29 avril 1939).
- 1876 :
  - Harry S. Freeman, hockeyeur sur gazon britannique. Champion olympique aux Jeux de Londres 1908. († 5 octobre 1968).
- 1883 :
  - Fred Shinton, footballeur anglais. († 11 avril 1923).
- 1899 :
  - René Crabos, joueur de rugby à XV français. Médaillé d'argent aux Jeux d'Anvers 1920. (17 sélections en équipe de France). († 17 juin 1964).

### XXesièclede1901à1950
- 1908 :
  - Buster Crabbe, nageur puis acteur de cinéma américain. Médaillé de bronze du 1 500 m nage libre aux Jeux d'Amsterdam 1928 puis champion olympique du 400 m nage libre aux Jeux de Los Angeles 1932. († 23 avril 1983).
- 1912 :
  - Amédée Fournier, cycliste sur piste et sur route français. Médaillé d'argent de la poursuite par équipes aux Jeux de Los Angeles 1932. († 30 mars 1992).
- 1927 :
  - Volodymyr Kuts, athlète de fond soviétique. Champion olympique du 5 000 m et du 10 000 m aux Jeux de Melbourne 1956. Champion d'Europe du 5 000 m 1954. Détenteur du Record du monde du 10 000 m du 11 septembre 1956 au 15 octobre 1960. († 16 août 1975).
- 1929 :
  - Jim Langley, footballeur anglais. (3 sélections en équipe d'Angleterre). († 9 décembre 2007).
- 1931 :
  - Michel Le Milinaire, footballeur puis entraîneur français. († 1er décembre 2023).
- 1933 :
  - Seppo Liitsola, hockeyeur sur glace finlandais. († 23 juillet 2012).
- 1935 :
  - Cliff Jones, footballeur gallois. Vainqueur de la Coupe d'Europe des vainqueurs de coupe 1963. (59 sélections en équipe du pays de Galles).
- 1938 :
  - Cayetano Ré, footballeur paraguayen. Vainqueur de la Coupe des villes de foires 1965-1966. (25 sélections en équipe du Paraguay). († 26 novembre 2013).
  - Franco Testa, cycliste sur piste italien. Champion olympique de la poursuite par équipes aux Jeux de Rome 1960 et médaillé d'argent à ceux de Tokyo 1964. († 22 juin 2025).
- 1940 :
  - Geneviève Guinchard, basketteuse française. Médaillée d'argent à l'Euro de basket-ball féminin 1970. (189 sélections en équipe de France).
- 1945 :
  - Gerald Davies, joueur de rugby à XV gallois. Vainqueur des Grands Chelems 1971, 1976 et 1978, des tournois des Cinq Nations 1969, 1972, 1973 et 1975. (46 sélections en équipe du pays de Galles).
- 1949 :
  - Paulo César Carpeggiani, footballeur puis entraîneur brésilien. (30 sélections en Équipe du Brésil). Sélectionneur de l'équipe du Paraguay de 1996 à 1998 et de l'équipe de Koweït de 2003 à 2004.
  - Daniel Jeandupeux, footballeur puis entraîneur franco-suisse. (34 sélections avec l'Équipe de Suisse). Sélectionneur de l'équipe de Suisse de 1986 à 1989.

### XXesièclede1951à2000
- 1956 :
  - John Nielsen, pilote de courses automobile d'endurance danois. Vainqueur des 24 heures du Mans 1990.
- 1959 :
  - José Manuel Beirán, basketteur espagnol.
- 1960 :
  - Gabriel Calderón, footballeur puis entraîneur argentin. (23 sélections en équipe d'Argentine). Sélectionneur de l'équipe d'Arabie saoudite de 2004 à 2005, de l'équipe d'Oman de 2007 à 2008 et de l'équipe de Bahreïn de 2012 à 2013.
- 1961 :
  - Didier Vavasseur, kayakiste français. Médaillé de bronze du 1 000 m à quatre aux Jeux de Los Angeles 1984.
- 1965 :
  - Daniel Sangouma, athlète de sprint français. Médaillé de bronze du relais 4 × 100 m aux Jeux de Séoul 1988. Médaillé d'argent du relais 4 × 100 m aux Championnats du monde d'athlétisme 1991. Champion d'Europe du relais 4 × 100 m et médaillé d'argent du 100 m 1990 puis champion d'Europe du relais 4 × 100 m 1994.
- 1966 :
  - Roland Bervillé, pilote de courses automobile français.
  - Claude Issorat, athlète handisport français. Champion olympique du 200 m, du 400 m et du relais 4 × 400 m puis médaillé de bronze du 100 m aux Jeux d'Atlanta 1996. Champion olympique du 400 m et médaillé d'argent du 200 m aux Jeux de Sydney 2000.
  - Kristin Otto, nageuse est-allemande puis allemande. Championne olympique du 50 m et 100 m nage libre, du 100 m papillon, du 100 m dos, du 4 × 100 m nage libre et 4 × 100 m 4 nages aux Jeux de Séoul 1988. Championne du monde de natation du 100 m dos du relais 4 × 100 m nage libre et du 4 × 100 4 nages 1982 puis championne du monde de natation du 100 m nage libre, du 200 m 4 nages, du 4 × 100 m nage libre et 4 × 100 m 4 nages 1986. championne d'Europe de natation du 4 × 100 m nage libre et 4 × 100 m 4 nages 1983, championne d'Europe de natation du 100 m nage libre, du 100 m papillon, du 100 m dos, du 4 × 100 m nage libre et 4 × 100 m 4 nages 1987 puis championne d'Europe de natation du 100 m nage libre et du 100 m dos 1989.
  - Monika Weber-Koszto, fleurettiste roumaine puis allemande. Avec la Roumanie, médaillée d'argent par équipes aux Jeux de Los Angeles 1984. Avec l'Allemagne, médaillée d'argent par équipes aux Jeux de Barcelone 1992 ainsi que médaillée de bronze par équipes aux Jeux d'Atlanta 1996 et aux Jeux de Sydney 2000.
- 1967 :
  - Stjepan Andrijasevic, footballeur yougoslave puis croate. (5 sélections avec l'équipe de Croatie).
- 1968 :
  - Peter Bondra, hockeyeur sur glace slovaque-ukrainien. (47 sélections avec l'équipe de Slovaquie).
  - Mark Tewksbury, nageur canadien.
- 1969 :
  - Jean-Michel Ferri, footballeur français. (5 sélections en équipe de France).
  - Yves Racine, hockeyeur sur glace canadien.
- 1971 :
  - Kevin Thompson, basketteur américain.
- 1972 :
  - Nani Roma, pilote moto de rallye-raid puis pilote auto de rallye-raid espagnol. Vainqueur du Rallye Dakar 2004.
- 1974 :
  - Pip Hare, navigatrice et skipper britannique.
  - Steve Nash, basketteur canadien. (35 sélections en équipe du Canada).
- 1975 :
  - Alexandre Daigle, hockeyeur sur glace canadien.
  - Rafik Saïfi, footballeur algérien. (64 sélections en équipe d'Algérie)
- 1978 :
  - David Aebischer, hockeyeur sur glace suisse.
  - Aymeric Belloir, navigateur et skipper français.
  - Daniel Bierofka, footballeur allemand. (3 sélections en équipe d'Allemagne).
  - Endy Chávez, joueur de baseball vénézuélien.
  - Milt Palacio, basketteur américano-bélizien.
  - Daniel Van Buyten, footballeur belge. (85 sélections en équipe de Belgique).
- 1979 :
  - Yuriy Krivtsov, cycliste sur route franco-ukrainien.
- 1980 :
  - Diogo Mateus, joueur de rugby à XV portugais. (71 sélections en équipe du Portugal).
- 1981 : 
  - Éva Bisséni, judokate et jujitsukate française.
- 1982 :
  - Mickaël Piétrus, basketteur français. Médaillé de bronze au championnat d'Europe de basket-ball 2005. (44 sélections en équipe de France).
  - Hugo Suárez, footballeur bolivien. (9 sélections en équipe de Bolivie).
- 1983 :
  - Jonathan Brison, footballeur français.
  - Christian Klien, pilote de F1 et de courses automobile d'endurance autrichien.
- 1984 :
  - Jillian Robbins, basketteuse américaine.
- 1985 :
  - Christophe Mandanne, footballeur français.
- 1987 :
  - Ibrahima Thomas, basketteur sénégalais.
- 1988 :
  - Magnus Jøndal, handballeur norvégien. (98 sélections en équipe de Norvège).
  - Christian Schneuwly, footballeur suisse.
- 1989 :
  - Gédéon Pitard, basketteur camerounais.
  - Vegard Stake Laengen, cycliste sur route norvégien.
  - Isaiah Thomas, basketteur américain.
  - Elia Viviani, cycliste sur piste et sur route italien. Champion olympique de l'omnium aux Jeux de Rio 2016.
- 1990 :
  - Cobus Reinach, joueur de rugby à XV sud-africain. Champion du monde de rugby à XV 2019 et 2023. Vainqueur du Rugby Championship 2019 et du Challenge européen 2021. (31 sélections en équipe d'Afrique du Sud).
  - Jonathan Rousselle, basketteur français.
  - Steven Stamkos, hockeyeur sur glace canadien.
  - Rebecca Ward, sabreuse américaine. Médaillée de bronze en individuelle et par équipes aux Jeux de Pékin 2008. Championne du monde d'escrime du sabre individuel et médaillée d'argent par équipes 2006.
- 1991 :
  - Ian Boswell, cycliste sur route américain.
  - Ryan O'Reilly, hockeyeur sur glace canadien. Champion du monde de hockey sur glace 2015 et 2016.
  - Ovie Soko, basketteur britannique.
- 1992 :
  - Sergi Roberto, footballeur espagnol. Vainqueur des Ligue des champions 2011 et 2015. (12 sélections en équipe d'Espagne).
  - Michael Valgren, cycliste sur route danois. Vainqueur du Tour du Danemark 2014 et 2016.
- 1993 :
  - Valon Berisha, footballeur norvégien puis kosovar. (20 sélections avec l'équipe de Norvège et 37 avec celle du Kosovo).
  - Srikanth Kidambi, joueur de badminton indien.
- 1994 :
  - Kimmer Coppejans, joueur de tennis belge.
  - Rui Silva, footballeur portugais.
- 1995 :
  - Gaël Andonian, footballeur franco-arménien. (23 sélections avec l'équipe d'Arménie).
  - Floran Douay, hockeyeur sur glace français.
  - Paul Drux, handballeur allemand. Médaillé de bronze aux Jeux de Rio 2016. Vainqueur des Coupes de l'EHF 2015 et 2018. (124 sélections en équipe d'Allemagne).
  - Cameron Reynolds, basketteur américain.
- 1996 :
  - Manon Brunet, sabreuse française. Médaillée d'argent par équipes et de bronze en individuelle aux jeux de Tokyo 2020 puis championne olympique en individuelle aux Jeux de Paris. Médaillée d'argent du sabre par équipes aux Mondiaux d'escrime 2014, de bronze par équipes 2017, championne du monde par équipes 2018 puis médaillée d'argent par équipes 2019. Médaillée d'argent par équipes aux Euros d'escrime 2014 et 2016, de bronze par équipes en 2017 et 2018 puis championne en individuelle et par équipes 2023.
  - Pierre Gasly, pilote de courses automobile français.
- 1997 :
  - Nicolò Barella, footballeur italien. (51 sélections en équipe d'Italie).
  - Yin Hang, athlète de fond chinoise.
  - Amine Noua, basketteur français.
- 1998 :
  - Samantha Dube, rink hockeyeuse sud-africaine.
- 1999 :
  - Omar Marmoush, footballeur canado-égyptien. (29 sélections avec l'équipe d'Égypte).
  - Jonas Wind, footballeur danois. (25 sélections en équipe du Danemark).

### XXIesiècle
- 2001 :
  - Kristoffer Eriksen Sundal, sauteur à ski norvégien.
- 2002 :
  - Romano Postema, footballeur néerlandais.
- 2003 :
  - Andrés García, footballeur espagnol.
  - Obed Nkambadio, footballeur français. Médaillé d'argent aux Jeux de paris 2024.
- 2005 :
  - Arthur Vermeeren, footballeur belge.

## Décès

### XXesièclede1901à1950
- 1942 :
  - Dorando Pietri, 56 ans, athlète de marathon italien. (° 16 octobre 1885).
- 1949 :
  - Antony, 76 ans, cycliste sur piste et pilote de courses automobile français. (° 3 février 1873).

### XXesièclede1951à2000
- 1959 :
  - Nap Lajoie, 84 ans, joueur de baseball américain. (° 5 septembre 1874).
  - Claude Storez, 31 ans, pilote de rallyes automobile français. (° 7 novembre 1927).
- 1963 :
  - Learco Guerra, 60 ans, cycliste sur route italien. Champion du monde de cyclisme sur route 1931. Vainqueur du Tour d'Italie 1934, de Milan-San Remo 1933 et du Tour de Lombardie 1934. (° 14 octobre 1902).
  - Arthur Carr, 69 ans, joueur de cricket anglais. (11 sélections en test cricket). (° 21 mai 1893).
- 1967 :
  - Nils von Kantzow, 81 ans, gymnaste artistique suédois. Champion olympique par équipes lors des Jeux de Londres en 1908. (° 30 août 1885).
- 1971 :
  - Douglass Cadwallader, 87 ans, golfeur américain. Médaillé de bronze par équipes aux Jeux de Saint-Louis 1904. (° 29 janvier 1884).
- 1974 :
  - Harry Keough, 84 ans, footballeur puis entraîneur américain. (19 sélections en équipe des États-Unis). (° 15 novembre 1927)
- 1989 :
  - Robert Oubron, 77 ans, cycliste sur route et cyclocrossman français. (° 18 avril 1913).
- 1999 :
  - Umberto Maglioli, 70 ans, pilote de courses automobile italien. (° 5 juin 1928).

### XXIesiècle
- 2001 :
  - Jean-Paul Beugnot, 69 ans, basketteur puis dirigeant sportif français. (98 sélections en équipe de France). (° 25 juin 1931).
- 2002 :
  - Jack Fairman, 88 ans, pilote de F1 et de course automobile d'endurance britannique. (° 15 mars 1913).
- 2005 :
  - Bob Turner, 71 ans, hockeyeur sur glace canadien. (° 31 janvier 1934).
- 2007 :
  - Tommy James, 83 ans, joueur de Foot U.S. américain. (° 16 septembre 1923).
  - Thijs Roks, 76 ans, cycliste sur route néerlandais. (° 30 juillet 1930).
  - Brian Williams, 44 ans, joueur de rugby à XV gallois. (5 sélections en équipe du pays de Galles). (° 9 juillet 1962).
- 2010 :
  - Franco Ballerini, 45 ans, cycliste sur route italien. Vainqueur des Paris-Roubaix 1995 et 1998. (° 11 décembre 1964).
- 2019 :
  - Heidi Mohr, 51 ans, footballeuse allemande. Championne d'Europe de football féminin 1989 et 1991. (104 sélections en équipe d'Allemagne). (° 29 mai 1967).
- 2022 :
  - Claude Dubois, 89 ans, pilote de courses automobile d'endurance belge. (° 26 décembre 1932).